# Манхэттенский график

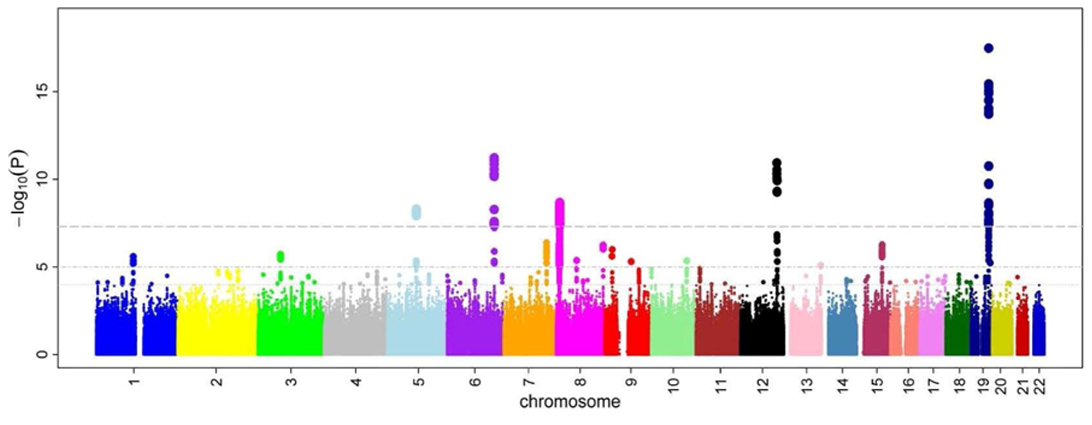
Пример манхэттенского графика при проведении GWAS

Манхэттенский график (англ. Manhattan plot) — тип точечной диаграммы, на которой обычно изображается множество значений, большинство из которых близки к нулю. Часто используется в полногеномных поисках ассоциаций (GWAS). При обработке результатов GWAS на оси X отмечаются геномные координаты. На оси Y отмечается значение, противоположенное десятичному логарифму P-значения для каждого однонуклеотидного полиморфизма. Так как полифорфизмы, которые имеют наибольшую ассоциацию с изучаемым признаком, имеют наименьшее P-значение, то их значение на графике будет иметь максимальное значение.
График получил свое название из-за сходства с панорамой Манхэттена с высокими небоскребами, возвышающимися над массой более низких зданий.